# Edward White Benson
Edward White Benson, född 14 juli 1829, död 11 oktober 1896, var en brittisk teolog och kyrkoman. Han var far till Arthur Christopher Benson, Edward Frederic Benson och Robert Hugh Benson.
Benson utsågs 1877 till den förste biskopen av det nyinrättade Truro stift i Cornwall. Hans viktigaste uppgift i stiftet blev att påbörja bygget av katedralen i Truro. Under denna tid skrev han också den julgudstjänst som blivit känd som A Festival of Nine Lessons and Carols, och som genomförts som radiogudstjänst varje år sedan 1930.
Benson var sedan ärkebiskop av Canterbury 1883 och fram till sin död 1896. Han verkade ivrigt för att stärka kyrkans inflytande och göra den till en aktiv faktor i nationen liv. Han underhöll även nära förbindelser med orientens kyrkor, men deltog däremot inte i närmandet till romersk-katolska kyrkan. Han är känd för sitt deltagande i det så kallade "Lincolnmålet", där han som ärkebiskop frikände biskop King i Lincolns stift, som åtalats för ritualism i strid mot Book of Common Prayer. Som teolog intog han en mellanställning utan att ansluta sig till något särskilt av anglikanismens riktningar. 
Bland hans skrifter märks Cyprian (1897) och The Apocalypse (1900).
| Ärkebiskopar av Canterbury         |
| ---------------------------------- |
| Företrädare \| Efterträdare        |
| Archibald Tait \| Frederick Temple |